# Gare d'Antibes
La gare d'Antibes est une gare ferroviaire française de la ligne de Marseille-Saint-Charles à Vintimille (frontière), située sur le territoire de la commune d'Antibes, dans le département des Alpes-Maritimes en région Provence-Alpes-Côte d'Azur.
Il s'agit d'une gare de la Société nationale des chemins de fer français (SNCF), desservie par des trains de grandes lignes (TGV inOui et Ouigo, Intercités de nuit) et des trains régionaux (TER Provence-Alpes-Côte d'Azur).

## Situation ferroviaire
Établie à 10 mètres d'altitude, la gare d'Antibes est située au point kilométrique (PK) 204,151 de la ligne de Marseille-Saint-Charles à Vintimille (frontière), entre les gares de Juan-les-Pins et de Biot. La gare comporte deux quais : le quai 1 (voie 2) mesure 450 m, le quai 2 (voies 1 et A) mesure aussi 450 m.

## Historique
Le bâtiment voyageurs actuel de la gare d'Antibes a été inauguré le 15 novembre 2001 par les pouvoir publics locaux (préfet des Alpes-Maritimes, président la région Provence-Alpes-Côte d'Azur, président du conseil général des Alpes-Maritimes et maire d'Antibes) et par les représentants des chemins de fer français (directeur régional de la SNCF et représentant régional du réseau ferré de France). 
La relation Lille – Nice en train Lunéa est arrêtée depuis le 25 juin 2009 ; elle était remplacée par un TGV, supprimé ultérieurement.

## Fréquentation
De 2015 à 2023, selon les estimations de la SNCF, la fréquentation annuelle de la gare s'élève aux nombres indiqués dans le tableau ci-dessous.
| Année                      | 2015      | 2016      | 2017      | 2018      | 2019      | 2020      | 2021      | 2022      | 2023      |
| -------------------------- | --------- | --------- | --------- | --------- | --------- | --------- | --------- | --------- | --------- |
| Voyageurs                  | 2 016 198 | 1 953 102 | 2 220 716 | 2 105 087 | 2 440 877 | 1 369 074 | 1 865 911 | 2 593 610 | 3 153 616 |
| Voyageurs et non voyageurs | 2 317 469 | 2 244 945 | 2 552 547 | 2 419 641 | 2 805 606 | 1 573 648 | 2 144 725 | 2 981 162 | 3 624 846 |

## Service des voyageurs

### Accueil
Gare SNCF, elle dispose d'un bâtiment voyageurs, avec guichet, ouvert du lundi au vendredi. Elle est équipée d'automates pour l'achat de titres de transport.

### Desserte
TGV

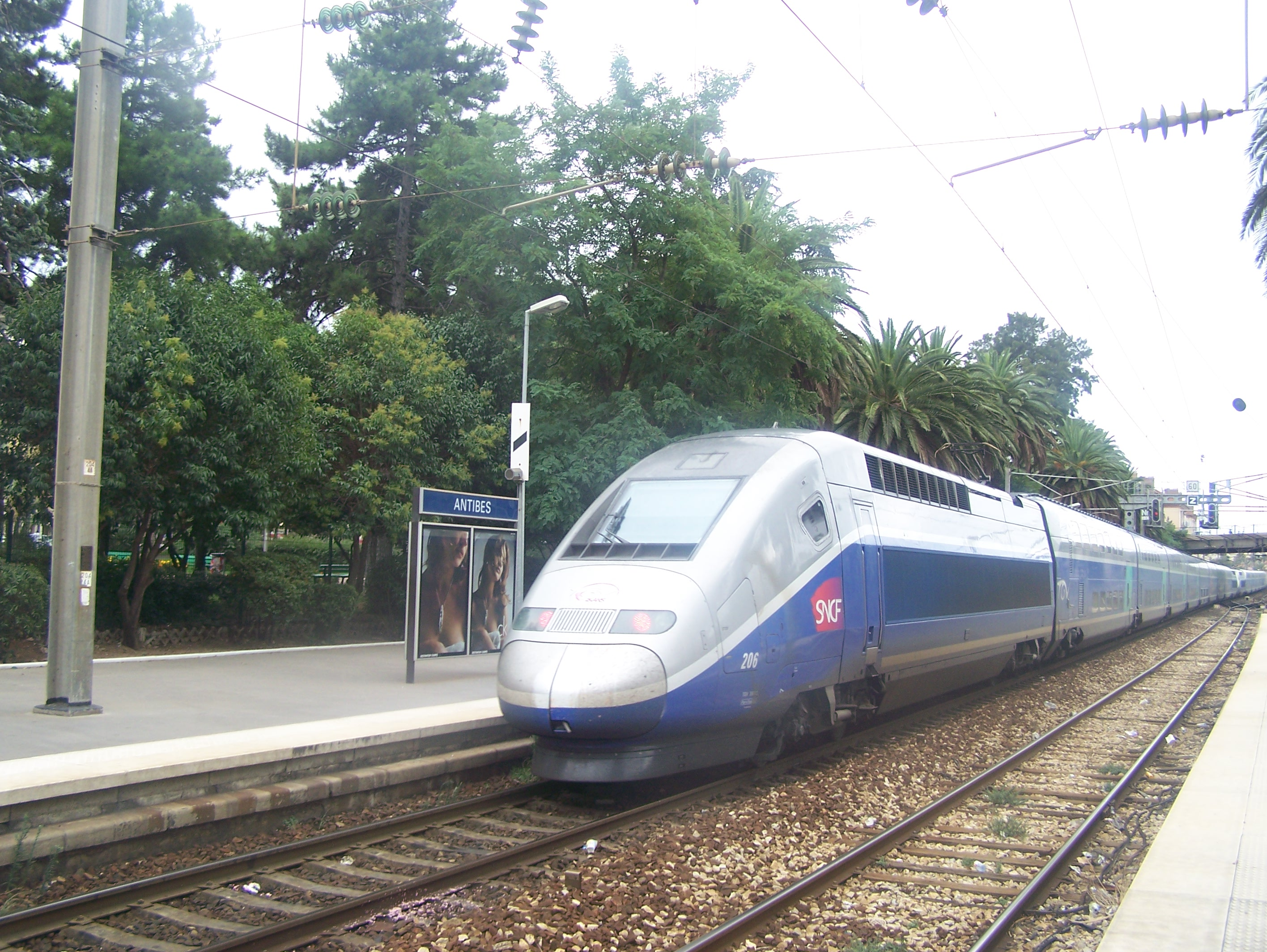
Un TGV Duplex, venant de Nice, quitte la gare.

- ligne Paris-Gare-de-Lyon - Nice (dont Ouigo)
- ligne Nice - Marseille - Dijon - Strasbourg - Nancy
- ligne Nice - Marseille - Lyon

Intercités de nuit
- ligne Paris-Austerlitz - Nice

TER Provence-Alpes-Côte d'Azur
- ligne 04 (Vintimille - Nice - Cannes / Grasse)
- ligne 03 (Nice - Cannes - Saint-Raphaël-Valescure - Les Arcs-Draguignan)
- ligne 06 (Nice - Cannes - Toulon - Marseille)

### Intermodalité
La gare est accolée au Pôle d'échanges d'Antibes. La majorité des bus du réseau local Envibus desservent ce pôle, ainsi que quelques cars régionaux Zou. Elle dispose aussi d'un parking et d'arrêts minutes pour les taxis. Les mobilités douces sont aussi prises en compte, avec la présence de quelques emplacements pour vélos. 

## Service des marchandises
La gare est partiellement ouverte au service fret (code gare : 757674). Elle comporte également des voies de service, la rendant ouverte au service infrastructure de la SNCF.

## Projet
À l'horizon, la gare ne devrait plus accueillir les liaisons TGV : en effet, le projet de ligne nouvelle Provence Côte d'Azur semble écarter la desserte du littoral de la Côte d'Azur (St Raphaël, Cannes, Antibes) au profit d'une liaison rapide passant plus au nord. La desserte d'Antibes serait alors assurée par TER : depuis la future gare TGV de Nice Saint-Augustin ; depuis la future gare TGV de Ouest-Alpes-Maritimes, entre Grasse et Cannes (à Mougins Ouest, quartier Saint-Martin).